# 巴卡古斯曼镇
巴卡古斯曼镇（西班牙語：Villa Vaca Guzmán）是玻利維亞南部丘基薩卡省路易斯·卡尔沃县的市鎮，并为该县的县府所在地。距離省会蘇克雷366公里，海拔高度1,189米。市镇面积为3,747平方公里，2012年人口数量为9,720人。
19°53′S 63°45′W / 19.883°S 63.750°W